# Massimo De Bertolis
Massimo De Bertolis (Feltre, 28 de abril de 1975) es un deportista italiano que compitió en ciclismo de montaña en la disciplina de campo a través. Ganó una medalla de oro en el Campeonato Mundial de Ciclismo de Montaña en Maratón de 2004.

## Medallero internacional
| Campeonato Mundial | Campeonato Mundial    | Campeonato Mundial | Campeonato Mundial |
| Año                | Lugar                 | Medalla            | Competición        |
| ------------------ | --------------------- | ------------------ | ------------------ |
| 2004               | Bad Goisern (Austria) | Medalla de oro     | Campo a través     |